# Bactrocera albistrigata
Bactrocera albistrigata is een vliegensoort uit de familie van de boorvliegen (Tephritidae). De wetenschappelijke naam van de soort werd voor het eerst geldig gepubliceerd in 1911 door de Meijere.